# 雷丁鎮區 (印地安納州傑克遜縣)
雷丁鎮區（英語：Redding Township）是位於美國印地安納州傑克遜縣的一個行政鎮區。

## 地方資料
根據2010年美國人口普查的數據，雷丁鎮區的面積為89.60平方千米，當中陸地面積為88.20平方千米，而水域面積為1.40平方千米。當地共有人口4233人，而人口密度為每平方千米47.24人。